# Beene Dubbelboer
Beene Dubbelboer (Tweede Exloërmond, 9 juli 1906 – Assen, 25 juni 1982) was een Nederlands schrijver.
Dubbelboer begon zijn carrière als automechanieker en was een garagehouder in Westerbork. In de Tweede Wereldoorlog vond hij een oplossing om wagens te laten rijden op turf in plaats van benzine. Hij verkreeg een octrooi op deze uitvinding.
In 1958 moest hij zijn Volkswagengarage overlaten om gezondheidsredenen. Hij werd, mede op basis van een belofte die hij zijn dochter ooit maakte, schrijver. Zijn debuut verscheen bij uitgeverij Kluitman, Reinder en zijn vrienden. In benzine en krenten (1960). Later volgden onder meer Projekt 722. Het geheim van de Volkswagen (1961), Stormende motoren (1961) en zijn bekendste werk Geheim verzet (1964), een boek waarin zijn uitvinding, de op turf aangedreven wagen, ook een prominente rol speelde. Voor Geheim verzet kreeg hij in 1964 ook de prijs van de Kinderjury.
Ook Vier jongens gaan kamperen (1966), De verdwenen old-timer (1976) en Joël en de veenheks (1976) waren succesvol. Joël en de veenheks werd ook in het Duits vertaald. Het boek won zowel in Duitsland als Nederland enkele prijzen.
Naast kinderboeken schreef hij ook Drentstalige verhalen, enkele streekromans waaronder Dorp in verzet en Die rooie meid van Staal bij uitgeverij Gottmer en een toneelstuk, Um zien tweede vrouw.

### Boeken voor volwassenen
- Leer mij ze kennen... die Drenten. Leiden, Sijthoff, 1968.
- Dorp in verzet. Haarlem, Gottmer, 1971.
- Die rooie meid van staal. Haarlem, Gottmer, 1971.

### Kinderboeken
- Benzine en krenten. Met illustraties van Kees van Mol. Amersfoort, Roelofs van Goor, 1960. (Opnieuw uitgegeven onder de titel: Reinder en zijn vrienden. Met illustraties van Gerard van Straaten. Alkmaar, Kluitman, 1966.)
- Projekt 722. Het geheim van de volkswagen. Met illustraties van Gerard van Straaten. Amersfoort, Roelofs van Goor, 1961.
- Stormende motoren. De T.T. van Wim Parelman. Met illustraties van Gerard van Straaten. Alkmaar, Kluitman, 1961.
- Geheim verzet. Met illustraties van Carl Hollander. Amersfoort, Roelofs van Goor, 1964.
- Vier jongens gaan kamperen. Met illustraties van Rudy van Giffen. Alkmaar, Kluitman, 1966.
- De verdwenen old-timer. Met illustraties van Gerard van Straaten. Alkmaar, Kluitman, 1976.
- Joël en de veenheks. Hoorn, Westfriesland, 1976.

## Prijzen en ander eerbetoon
- In 1964 koos de kinderjury in Rotterdam Geheim verzet als beste boek van het jaar.[1]
- In 1981 was Dubbelboer de laureaat van de Culturele prijs van Drenthe.[2]
- De Duitse vertaling van Joël en de veenheks won de Preis der Leseraten 1983.[1]
- In 1996 werd in zijn geboortedorp Tweede Exloërmond door de gemeente Odoorn een straat naar hem genoemd.

- Gemeinsame Normdatei: 107028890X
- International Standard Name Identifier: 0000 0003 6919 1653
- Nederlandse Thesaurus van Auteursnamen: 069262357
- Virtual International Authority File: 67055475
- WorldCat: E39PBJjxvmMJYy9cT7hwDxqhHC